# Тоя строката
То́я строка́та, або аконі́т строка́тий (Aconitum variegatum) — рідкісна трав'яниста рослина. Належить до родини жовтецеві. Рослина отруйна, може також використовуватися як лікарська.

## Біологічні властивості
Стебло висотою, до 100 см, пряме. Листки черешкові пальчастороздільні.
Квітки блакитні, синюваті або жовті, в розлогій китиці, неправильної форми. Цвіте у липні — серпні.
Плід — збірний, з голих або слабо запушених листянок.

## Поширення
Росте в Карпатах на луках, серед чагарників, на лісових галявинах, в долинах гірських річок.
Внесена до «Переліку рідкісних і таких, що перебувають під загрозою зникнення, видів рослинного світу на території Тернопільської області» (рішення Тернопільської обласної ради від 11 листопада 2002 № 64).
Росте в лісах, на узліссях, серед чагарників.

## Застосування
Для виготовлення галенових препаратів викопують восени коренебульби. У народній медицині використовують також траву, заготовлену під час цвітіння.
Коренебульби аконіту строкатого містять алкалоїди (аконітин, аконіфін, ацетилзонгорин, зонгорамін та інші).
Галенові препарати аконіту мають болетамувальну, протимікробну, протипухлинну активність.
Використовують при ревматизмі, невралгії, мігрені, ішіасі, злоякісних пухлинах, простудних захворюваннях дихальних шляхів.